# Lemahayu
Lemahayu is een bestuurslaag in het regentschap Indramayu van de provincie West-Java, Indonesië. Lemahayu telt 5376 inwoners (volkstelling 2010).